# Kaštel Stari
Kaštel Stari (olaszul: Castelvecchio) Kaštela városrésze, egykor a hét településből álló Kaštela község egyik, nyugatról a harmadik települése Horvátországban Split-Dalmácia megyében.

## Fekvése
Splittől légvonalban 9, közúton 19 km-re északnyugatra, Trogirtól 9 km-re északkeletre, Dalmácia középső részén, a Kaštelai-öbölben, Trogir és Split városa között fekszik. Fő forgalmi ütőere a ma Franjo Tuđman egykori horvát elnök nevét viselő régi kaštelai főút, mely tulajdonképpen a Marmont marsall idejében épített spliti főút egy szakasza.

## Története

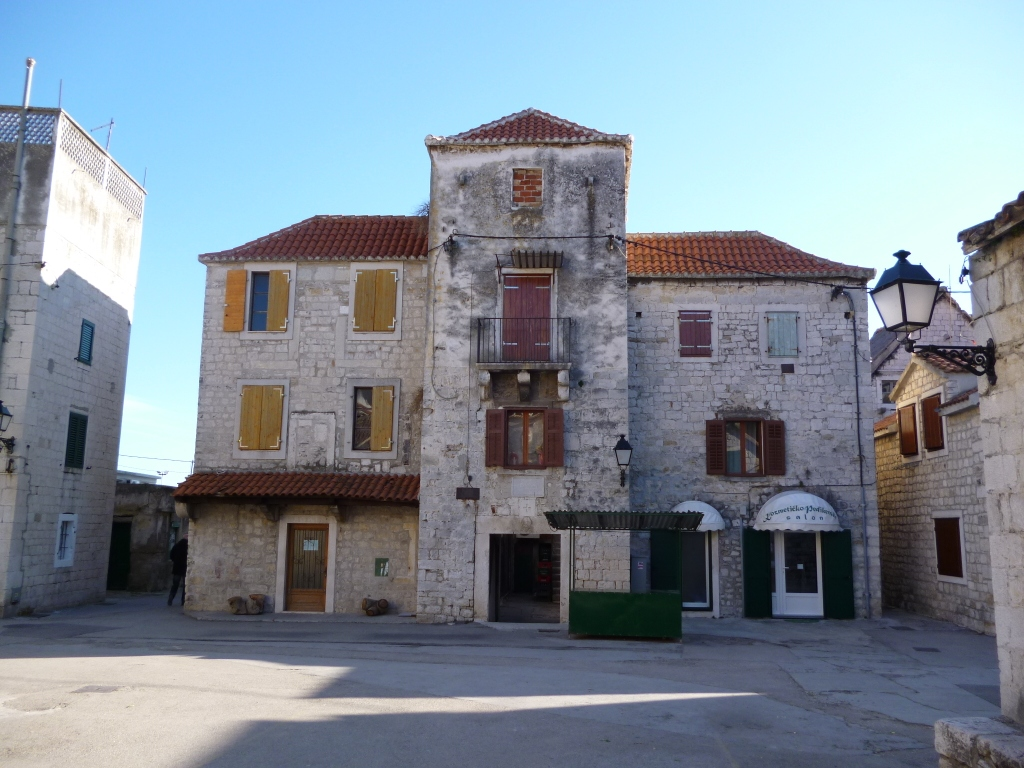
Kaštel Ćipiko

Területén a középkorban a horvátok két települést alapítottak Radun és Šušnjar falvakat, melyek a sík- és a hegyvidék határán létesültek. Bosznia elfoglalása után a sorozatos török támadások hatására lakosságuk elmenekült és a part menti erődített településeken keresett menedéket. A török veszély közeledtére a trogiri és spliti nemesek Kaštela területén jelentős védelmi építkezésbe kezdtek. Az első vár Stari Kaštel területén 1476-ban épült fel Koriolan Ćipiko trogiri nemes, gályaparancsnok költségén. A vár körül új települést építettek, melyet saroktornyokkal épített védőfalakkal és árkokkal vettek körül. A bejárat előtt felvonóhíd volt. A török 1512-ben 450 lovassal és 180 gyalogossal támadta a várat. A támadók ostromlétrákat használtak, de a védők elkeseredetten küzdöttek. Végül a trogiriak segítségét kérték, akik tizenhárom hajóval érkezve felmentették őket. Ezután a törökök a település házait végigrabolva elvonultak. Ćipiko várán kívül a településen még a Cega és az Andreis családnak is voltak várkastélyai, melyek közül az utóbbi már elpusztult. A török veszély megszűnésével a lakosság tovább gyarapodott és a település a falakon kívül is terjeszkedett. 1797-ben a Velencei Köztársaság megszűnésével a település a Habsburg Birodalom része lett. 1806-ban Napóleon csapatai foglalták el és 1813-ig francia uralom alatt állt. A francia uralom idejére esik a Trogirt Kaštelán keresztül Split városával összekötő főút építése. Napóleon bukása után ismét Habsburg uralom következett, mely az első világháború végéig tartott. A városnak 1857-ben 761, 1910-ben 1132 lakosa volt. Az I. világháború után rövid ideig az Olasz Királyság, ezután a Szerb-Horvát-Szlovén Királyság, majd Jugoszlávia része lett. A második világháború idején olasz csapatok szállták meg. A háború után a szocialista Jugoszlávia része lett. Fejlődött az ipar és a mezőgazdaság, mely sok betelepülőt vonzott. 1986-ban megalakult Kaštela község, majd a független horvát állam létrejötte után Kaštela városi rangot kapott és Kaštel Stari önálló településből a város része lett. Lakossága 2011-ben 7052 fő volt.

## Lakosság

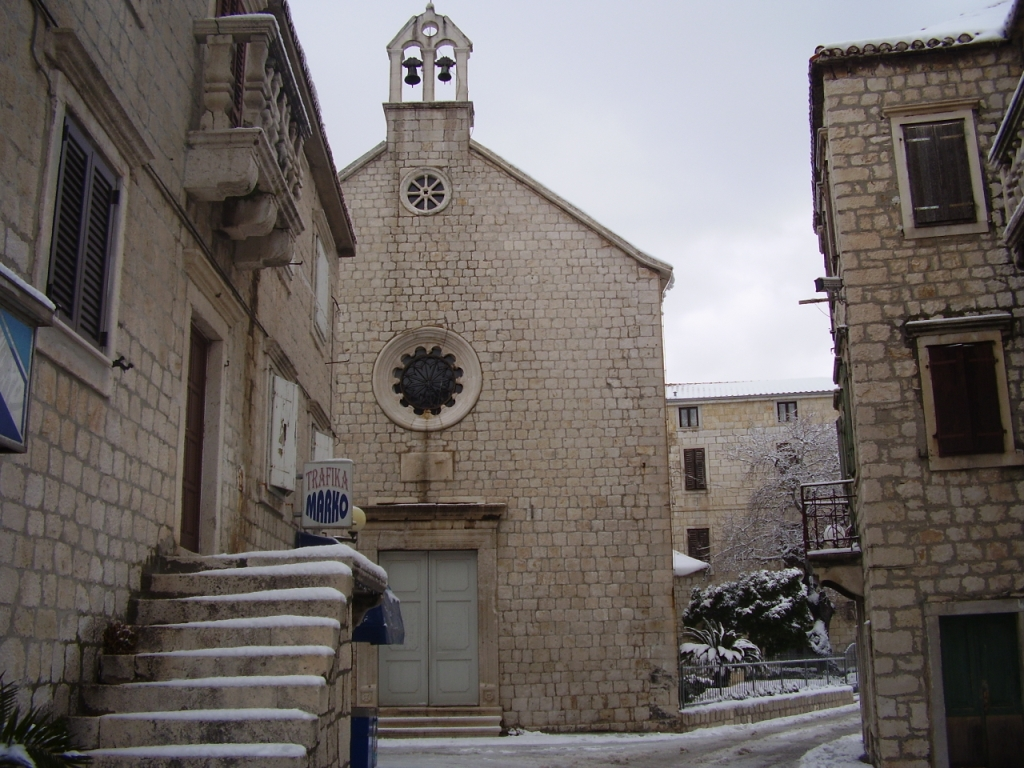
A Keresztelő Szent János plébániatemplom

| Lakosság változása | Lakosság változása | Lakosság változása | Lakosság változása | Lakosság változása | Lakosság változása | Lakosság változása | Lakosság változása | Lakosság változása | Lakosság változása | Lakosság változása | Lakosság változása | Lakosság változása | Lakosság változása | Lakosság változása | Lakosság változása |
| ------------------ | ------------------ | ------------------ | ------------------ | ------------------ | ------------------ | ------------------ | ------------------ | ------------------ | ------------------ | ------------------ | ------------------ | ------------------ | ------------------ | ------------------ | ------------------ |
| 1857               | 1869               | 1880               | 1890               | 1900               | 1910               | 1921               | 1931               | 1948               | 1953               | 1961               | 1971               | 1981               | 1991               | 2001               | 2011               |
| 761                | 863                | 905                | 944                | 1.065              | 1.132              | 1.289              | 1.289              | 1.526              | 1.700              | 1.992              | 2.899              | 4.164              | 5.354              | 6.448              | 7.052              |

## Nevezetességei
- A kaštel stari vár[4] a legrégibb a kaštelai várak közül. Kaštel Ćipikónak is nevezik, mivel építtetője Koriolan Ćipiko trogiri nemes, gályaparancsnok volt. Az 1476 és 1481 között épített vár négyszög alaprajzú. A váron ma is látható az építtető személyét és az építés időpontját megörökítő latin nyelvű felirat. A vár azonban nem sokkal ezután leégett és 1492-ben újjá kellett építeni, mely tényt egy másik emléktábla örökíti meg. 1507-ben a körülötte fekvő települést is saroktornyos fallal és árokkal kerítették melyen át felvonóhíd vezetett.
- Keresztelő Szent János tiszteletére szentelt régi plébániatemploma[5] 1714-ben épült barokk stílusban a 16. század végén épített régebbi plébániatemplom helyén. Felszentelése a sekrestye felett elhelyezett tábla szerint 1723-ban történt. A főoltár a Legszentebb Oltáriszentség és Keresztelő Szent János, a mellékoltárok a Rózsafüzér királynője és Szent Felicia, míg az apszis két oldalán álló oltárok Szent Ilona és Szent Rókus tiszteletére vannak szentelve.
- A templomtól nyugatra fennmaradt a Celio Cega által a 16. században épített várkastély[6] és tőle valamivel nyugat felé a tenger hullámai közül előtűnnek az Andreis-várkastély alapfalai is.[7]
- A Rózsafüzér királynője tiszteletére szentelt új plébániatemploma[8] a városrész központjától északnyugatra található. A megye egyik legnagyobb méretű szakrális épülete. Építését még 1871-ben kezdték és csak 1970-re fejezték be teljesen.

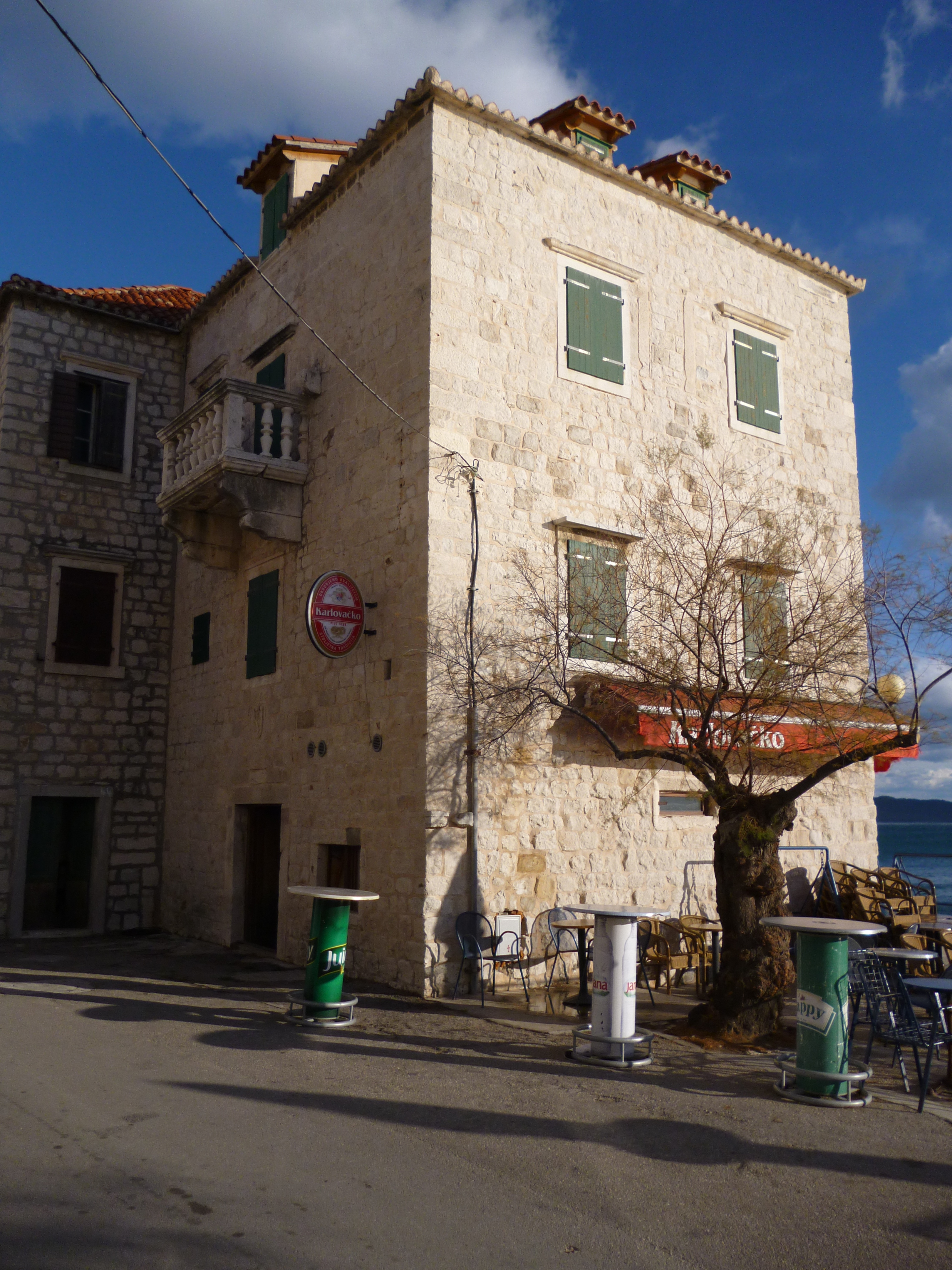
A Cega várkastély

- A Szent Miklós-templom[9] a Kaštela-mező északi szélén található egyhajós téglalap alaprajzú épület, téglalap alakú apszissal. A kelet-nyugati tájolású épület, faragott kőtömbökből épült. Az építés a 19. század végén kezdődött a legutóbbi régészeti feltárások által felfedezett, koraromán templom lebontása után. A nyugati homlokzatot egy egyszerű portál tagolja, keskeny téglalap alakú ablakokkal, oldalt félköríves formában. A portál fölött rozetta, fölötte sekély rés, ívekkel ellátott pilaszterekkel. A homlokzat tetején egynyílású, boltíves harangdúc található.
- Szent József tiszteletére szentelt kis reneszánsz temploma[10] a városrész központjában áll. A bejárati ajtó feletti kőtábla felirata szerint 1695-ben építette Lelija Ćipiko. Felette kőkeretben nyolcágú rozetta, az oromzaton pedig egynyílású, boltíves harangdúc látható.
- A szép parkok kedvelői bizonyára örömüket lelik a "Palace" szálloda parkjában,[11] mely a horvát parképítészet egyik remeke. A parkot még a 20. század elején a szálloda Kamber nevű tulajdonosa létesítette három és fél hektáros területen számos különleges fafajtával. A legszebb látvány talán a ciprusfasor, de találhatók itt babér és fenyőkülönlegességek is. A szállodán kívül még kemping és számos magánszállás várja a vendégeket.
- A településről szerpentinút vezet fel a Kozjak-hegység 631 méter magas Biranj nevű nyugati csúcsára, ahonnan nagyszerű kilátás nyílik a városra és a közép-dalmáciai szigetvilágra. A hegycsúcs körül körben falmaradványok látszanak, melyek egy ősi illír erődített település maradványai. Az itt található kis Keresztelő Szent János templom valószínűleg a 12. században épült. Eredeti hosszúsága 6, szélessége 5 méter volt, a félköríves apszis máig fennmaradt. Mai formáját 1887-ben nyerte el, amikor hosszúsága közel 10, szélessége 7 méter lett. A török időkben többször is megsérült, de a II. világháború idején is súlyosan megrongálódott. 1951-ben építették újjá.
- Túraösvények vezetnek a 488 méter magas Malačka-hegyszoroshoz, ahol turistaház is található és az 520 méteres Česminára is. A túraútról nagyszerű kilátás nyílik a Kozjak-hegységre, a Kaštelai Zagorára, valamint az Adria szigetvilágára. A Split-Česmina menedékháztól túraút vezet az 562 méteres Malačka-hegyre, majd onnan a már említett Birnjára, a Kozjak-hegység nyugati részének legmagasabb csúcsára.
- A közelében található a kora román stílusú raduni Szent György templom, melyet a 10. és 11. század fordulóján építettek. A templom, melynek külseje eredeti formájában maradt fenn a középkori Radun falu nagyon korai létezéséről tanúskodik. A falut a török pusztította el, lakói Ćipiko várába menekültek.
- A Kaštelai mezőn található Mirje területén egy ősi építészeti komplexum maradványai találhatók, amelynek pontos keltezését még nem határozták meg. A horvát történelemtudomány kezdetei óta a szakirodalomban az a vélemény uralkodott, hogy ezek a klobučaci Szent Péter templom és kolostor maradványai. Eddig három alkalommal végeztek itt régészeti feltárást. Az újabb feltételezések szerint ezek egy római villa rustica maradványai, amelyekben a Kaštelai mező bővelkedik. A szabálytalan szerkezetű, faragott kőből készült fal sok habarccsal, helyenként ősi tegula berakásokkal rendelkezik. Körülbelül 10 m hosszúságban és mintegy 2 m magasságban maradt fenn. A helyszín gazdag ókori kerámia töredékekben is.[12]
- Fuležina-kút[13] Ferenc József császár 1875. áprilisi kaštelai látogatása tiszteletére épült. A kút jelenlegi formáját 1938-ban a felújítás során alakították ki. Egy földalatti csatorna köti össze a vízellátó rendszerrel, amely kissé délebbre, egészen Kaštel Stari történelmi magjának északi sáncáig húzódik. A vízellátó rendszer megfelelően faragott kőtömbökből épült úgy, hogy a víz részben a boltíveken, részben a földalatti csatornában állandó esésben legyen. A vezetéket tápláló Fuležina-patak vize mindig erős hatással volt a város lakosságának gazdasági és mindennapi életére.

## Jegyzetek

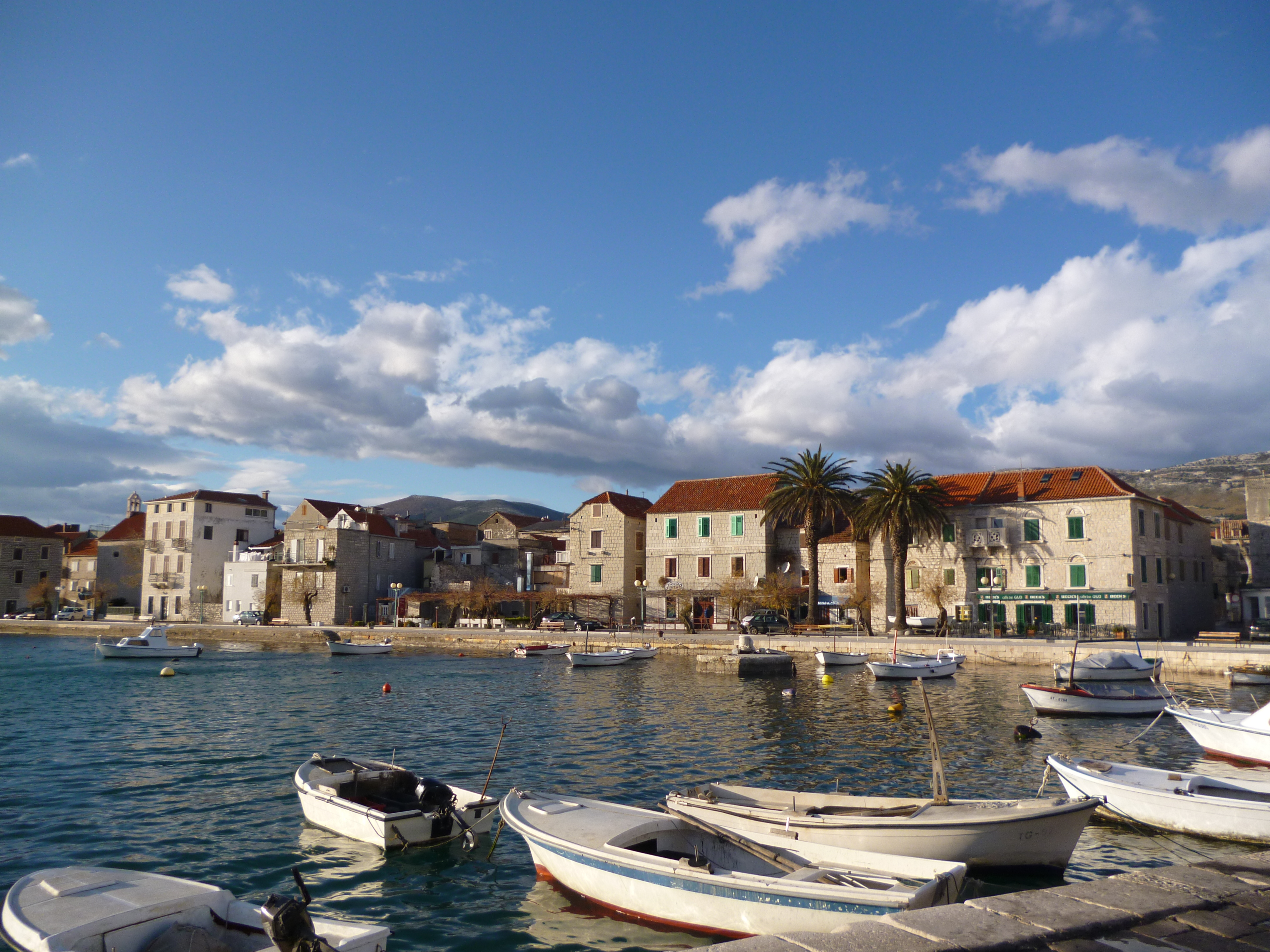
Látkép a kikötővel

## Fordítás
- Ez a szócikk részben vagy egészben  a   Kaštela című horvát Wikipédia-szócikk ezen változatának fordításán alapul.  Az eredeti cikk szerkesztőit annak laptörténete sorolja fel. Ez a jelzés csupán a megfogalmazás eredetét és a szerzői jogokat jelzi, nem szolgál a cikkben szereplő információk forrásmegjelöléseként.
- Ez a szócikk részben vagy egészben  a   Kaštel Koriolana Cipika című horvát Wikipédia-szócikk ezen változatának fordításán alapul.  Az eredeti cikk szerkesztőit annak laptörténete sorolja fel. Ez a jelzés csupán a megfogalmazás eredetét és a szerzői jogokat jelzi, nem szolgál a cikkben szereplő információk forrásmegjelöléseként.